# Schmirma

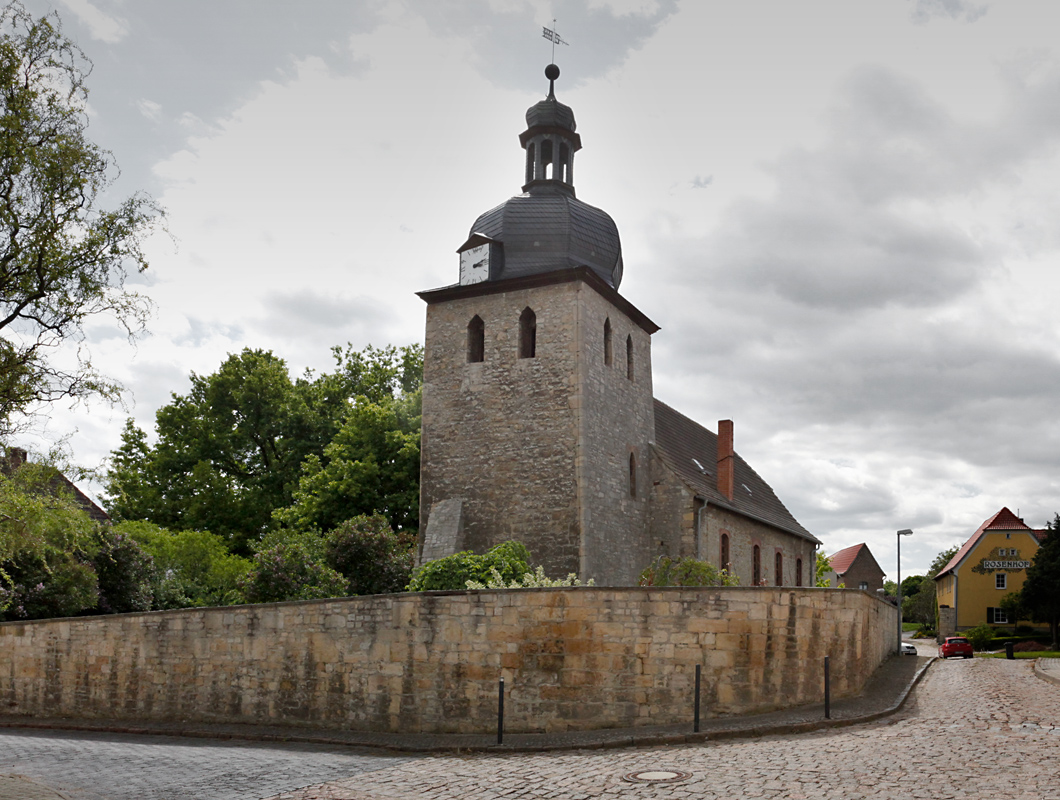
Die Dorfkirche Schmirma

Schmirma ist ein Rundlingsdorf mit 134 Einwohnern (Dezember 2014), das zur Stadt Mücheln (Geiseltal) im Saalekreis gehört. 

## Geschichte
Der Ort gehörte bis 1815 zum wettinischen, später kursächsischen Amt Freyburg. Durch die Beschlüsse des Wiener Kongresses kam er zu Preußen und wurde 1816 dem Kreis Querfurt im Regierungsbezirk Merseburg der Provinz Sachsen zugeteilt, zu dem er bis 1944 gehörte.
Am 20. Juli 1950 wurde Schmirma nach Oechlitz eingemeindet.

## Dorfkirche
Die Dorfkirche bekam im Jahre 1699 ein neues Kirchenschiff mit Wand- und Deckenmalerei. Die Orgel wurde 1905 vom Orgelbaumeister Wilhelm Rühlmann erbaut. 
1921/1922 stattete – auf Anregung des Provinzialkonservators Max Ohle – der hallesche Künstler Karl Völker den Kirchenraum mit einer neuen Farbfassung und in Öl auf Leinwand 14 in ihrer Art einmaligen, expressionistischen Deckengemälden aus. Diese stellen Szenen aus dem Leben Jesu dar, besonders die Passionsgeschichte. Karl Völkers Kirchenausmalung gilt als „eine der faszinierendsten Raumschöpfungen der 1920er Jahre in Mitteldeutschland“. Außerdem nahm er eine Neugestaltung des barocken Altars vor. Völkers Werk machte die Kirche „zur außergewöhnlichsten Dorfkirche in der Region“. Zur Zeit der DDR wurden die Gemälde schwer beschädigt, bis hin zum teilweise völligen Verlust der Farbe. Ursachen waren ein undichtes Kirchendach mit entsprechenden Wasserschäden, dichte Spinngewebe und eine Rußschicht auf den Bildern durch Heizen mit einem Kanonenofen. Die Gemälde wurden ab 2009 nacheinander abgenommen und aufwendig restauriert. Während der Sanierung der Kirche wurden sie vom 17. Oktober 2013 bis zum 5. Januar 2014 in einer Ausstellung der Stiftung Moritzburg in Halle (Saale) gezeigt. Mit einer Festveranstaltung beging die Gemeinde am 17. Oktober 2014 den Abschluss der aufwändigen Restaurierungen der Bilder und des Kircheninneren.
Angrenzend an das Dorf befindet sich eine unter Landschaftsschutz stehende Streuobstwiese.